# 山岸明子
山岸 明子（やまぎし あきこ、1948年 - ）は、日本の教育心理学者、元順天堂大学教授。
東京都出身。1971年東京大学教育学部教育心理学科卒、1979年同大学院博士課程満期退学。1994年「道徳性の発達に関する実証的・理論的研究」で東大教育学博士。1989年順天堂医療短期大学講師、1993年助教授、1998年教授、2004年順天堂大学医療看護学部教授、2010年スポーツ健康科学部教授、2014年退職。

## 著書
- 『道徳性の発達に関する実証的・理論的研究』風間書房 1995
- 『道徳性の芽生え 幼児期からの心の教育』編著 チャイルド本社 新しい幼稚園教育要領と実践事例集 2000
- 『対人的枠組みと過去から現在の経験のとらえ方に関する研究 縦断的研究を中心に』風間書房 2006
- 『発達をうながす教育心理学 大人はどうかかわったらいいのか』新曜社 2009
- 『こころの旅 発達心理学入門』新曜社 2011
- 『心理学で文学を読む 困難を乗り越える力を育む』新曜社 2015

## 論文
- 山岸明子